# 葉山獎之
葉山獎之（日语：／ Hayama Shōno，1995年12月19日—），日本男演員，大阪府出身，Tristone娛樂旗下演員。

## 簡歷
2011年，葉山以知名電視劇《鈴木老師》出道，其後演出多部電影。2013年，在NHK大河劇《八重之櫻》劇中飾演德川家茂少年時期。2015年，受拔擢演出NHK晨間劇《小希》，飾演主角的弟弟「一徹」。
2023年3月21日宣布與歌手卡莉怪妞結婚。

## 戲劇演出

### 電影
- トテチータ・チキチータ（2012年4月7日[5]公開、Argo Pictures） - 大越健人
- 奪命捉迷藏3 （2012年5月12日、Phantom Film）- イサム
- 旅の贈りもの 明日へ（2012年10月13日[6]公開、Kino Films）- 仁科孝祐 （高校時代）
- 今天開始談戀愛（2012年12月8日、東寶）
- 日曜日、すずは口笛を吹いた（2014年第六回沖縄國際影展（日语：沖縄国際映画祭）出品作品）
- 恋につきもの（2014年4月12日、東京藝術大学映像研究科映画専攻）
- 学校の怪談  呪いの言霊（2014年5月23日公開、LT Corporation）- 佑治
- 渴望。（2014年6月27日、ギャガ）
- 平安日365天幸福的呼吸（日语：シャンティ デイズ 365日、幸せな呼吸）（2014年10月25日公開、Suurkiitos）
- 超能力研究部の3人（2014年12月6日、BS-TBS）
- あしたになれば。（2015年3月21日、United Entertainment）- 元
- 青空吶喊（日语：青空エール#映画）（2016年8月20日）- 水島亞希
- 今天的吉良同學（2017年2月25日）- 矢部和弘
- 愛在雨過天晴時（2018年5月25日、東寶）- 吉澤高志
- 說再見前的30分鐘（2020年1月）- 山科健太
- 〜COME ON, KiSS ME AGAiN!〜（2020年9月4日、吉本興業） - 橋口海
- 太陽之子 ～GIFT OF FIRE～（2021年8月6日、AEON ENTERTAINMENT）- 堀田茂太郎

### 電視劇
- 鈴木老師（2011年4月 - 6月、東京電視台）第7話 - 千代田
- GTO SP （2012年10月2日、關西電視台） - 和久井繭
- NHK大河劇（NHK）
  - 八重之櫻（2013年）- 德川家茂
  - 軍師官兵衛（2014年）- 豐臣秀賴
- 實驗刑警2（日语：実験刑事トトリ#第2シリーズ） 第4話（2013年11月2日、NHK）- 一和樹
- 謎之轉校生（2014年1月10日 - 3月29日、東京電視台）- 鎌仲才蔵
- 夜之教師（日语：夜のせんせい）（2014年1月17日 - 3月21日、TBS）- 高原翔太
- NHK SP特集電視劇 東京が戦場になった日 （2014年3月15日、NHK）- 白石平助
- おわらないものがたり（2014年8月2日 - 23日、富士電視台） - 池波俊也
- ドラマ甲子園「十七歳」（2014年8月30日、富士電視台TWO） - 安藤ハジメ
- 法庭新鮮人2（日语：そこをなんとか#第2シーズン） 最終話（2014年9月20日、NHK BS Premium） - 秋山優吾
- 青色火焰 最終話（2014年9月26日、東京電視台） - 三上信一
- 為了N（2014年10月17 - 12月19日、TBS）- 杉下洋介
- NHK晨間劇 小希（2015年3月30日 - 9月26日、NHK） - 津村一徹
- 釣魚迷日記~新入員工 濱崎傳助〜（2015年10月23日 - 12月11日、東京電視台）- 魚住伸太郎
- 大阪環狀線 每人在車站的愛情故事 第9話（2016年3月8日、關西電視台）- 城井悠一
- 追憶潸然 第9話・最終話（2016年3月14日・3月21日、富士電視台）- 内藤三希也
- 死幣-DEATH CASH-（日语：死幣-DEATH CASH-）（2016年7月13日 - 9月14日、TBS）- 灰谷源
- 月薪嬌妻（2016年10月11日 - 12月20日、TBS）- 渡邊一馬
- 不好意思，我們明天要結婚（2017年1月23日 - 3月20日、富士電視台）- 高梨奏
- 科學怪人之戀（日语：フランケンシュタインの恋）（2017年4月23日 - 6月25日、日本電視台）‐ 飯塚光毅
- 我們做了（2017年7月18日 - 9月19日、關西電視台）- 丸山友貴
- 瀨戶內海（2017年10月14日 - 12月23日、東京電視台）- 瀨戶小吉（與高杉真宙雙主演）
- Refrain（日语：リフレイン (テレビドラマ)）（2017年12月19日、富士電視台）- 湊（主演）
- 基度山恩仇記-華麗的復仇-（2018年5月10日 - 6月14日、富士電視台）- 安堂完治
- 生命的搖籃（2018年7月20日 - 9月21日、NHK綜合）- 町田陽介
- 忘卻的幸子（日语：忘却のサチコ） 第3話 - 最終話（2018年10月27日 - 12月29日、東京電視台）- 小林心一
  - 忘卻的幸子 新春特別篇（2020年1月2日）
- BRIDGE～始於1995.1.17神戶～（日语：BRIDGE はじまりは1995.1.17神戸）（2019年1月15日、關西電視台）- 佐渡島克也
- 後妻業 第4話 - 最終話（2019年2月12日 - 3月19日、關西電視台）- 黑澤博司
- 草莓之夜SAGA 第2話 - 最終話（2019年4月18日 - 6月20日、富士電視台）- 葉山則之
- 神之手（日语：神の手 (久坂部羊の小説)）（2019年6月23日 - 7月21日、WOWOW）- 古林章太郎
- 夏洛克：未敘之章 第5話（2019年11月4日、富士電視台）- 乾貴之
- 出租什麼都不幹的人（日语：レンタルなんもしない人のなんもしなかった話）（2020年4月8日 - 9月30日、東京電視台）- 神林勇作
- 未滿警察（日语：未満警察 ミッドナイトランナー）（2020年6月27日 - 9月5日、日本電視台）- 黑岩純哉
- 太陽之子（2020年8月15日、NHK綜合・NHK BS4K・NHK BS8K） - 堀田茂太郎
- 不管夜晚多黑（日语：夜がどれほど暗くても）（2020年11月22日 - 12月13日、WOWOW） - 志賀健輔
- 江戶小姐（日语：江戸モアゼル）（2021年1月7日 - 3月11日、讀賣電視台・日本電視台） - 藏地俊輔
- 和風喫茶鹿楓堂（2022年1月15日 - 3月19日、朝日電視台）- 永江時堯
- 我和他都是新郎。（2022年3月13日、關西電視台）- 瀨戶亮介（主演）
- 麻煩一族 第5話（2022年5月19日、富士電視台）- 中島俊也
- 魔法翻新 第7話（2022年8月29日、關西電視台・富士電視台）- 真行寺青空
- 孤獨的美食家2022除夕特別篇（2022年12月31日、東京電視台）- 真也
- 三千圓的使用方法（日语：三千円の使いかた）（2023年1月7日 - 2月25日、東海電視台・富士電視台）- 沼田翔平
- 讚美的人和被讚美的人（日语：褒めるひと褒められるひと） 第4話 - 最終話（2023年6月15日 - 8月3日、NHK綜合）- 中村達
- 跳槽的魔王大人 第4話・第5話（2023年8月7日・14日、關西電視台・富士電視台）- 戶松卓郎
- 至愛之花 第5話・第9話・最終話（2023年11月9日・12月7日・21日、富士電視台）- 篠宮樹
- 絕對不在場證明 特別篇（2024年4月6日、朝日電視台）- 葉加瀨裕次郎
- 太棒了，老師！（日语：素晴らしき哉、先生!）（2024年8月18日 - 10月6日、朝日放送電視台・朝日電視台）- 山添快斗
- 阿市奇妙物語（日语：おいち不思議がたり） 第2話 - 第6話（2024年9月8日 - 10月6日、NHK BS・NHK BS Premium 4K）- 田澄十斗
- TOKYO HOLIDAY（日语：トウキョウホリデイ）（2025年4月4日 - 6月20日、東京電視台）- 町田隼人
- 複製品 前妻的復仇（日语：レプリカ 元妻の復讐）（2025年7月7日 - 、東京電視台）- 田森圭
- 最後的鑑定人 第1話（2025年7月9日、富士電視台）- 渡部紀明

### 網路劇
- すき家 「初恋の味」（2011年9月17日 - 25日）- 1分鐘電視劇
- 愛在雨過天晴時（2018年5月2日配信開始、全4話、GYAO!）- 吉澤高志

## 紀實節目
- ONE ASIA アジア麺ロードを行く（RKB每日放送制作、TBS系列、2014年9月15日） - 旅人[7]

## 廣告
- 大塚製藥 CalorieMate 「とどけ、熱量。」篇（2012年11月17日 - ）
- 日清食品 合味道「SURVIVE! 初めての合コン」篇（2013年7月1日 - ）
- Benesse Corporation 進研ゼミ 高校講座「9万問の入試分析」篇（2013年11月25日 - ）- 與黑島結菜共演
- NTT DOCOMO LTE「想いをつなぐ」篇（2013年11月29日 - ）- 與黑島結菜共演（與黑島結菜同時期共演兩支不同企業的廣告）
- 雀巢 奇巧巧克力「焼き"キットカット"」（2014年3月28日- ）
- FNS 27小時TV「武器はテレビ。」篇（2014年7月17日 - 7月27日，富士電視台）- 與SMAP共演

## 音樂錄影帶
- miwa〈片想い〉 (2012年2月1日)

## 外部連結
- 葉山獎之官方網站 （页面存档备份，存于）
- 葉山獎之的Instagram帳戶